# Real Time Advertising

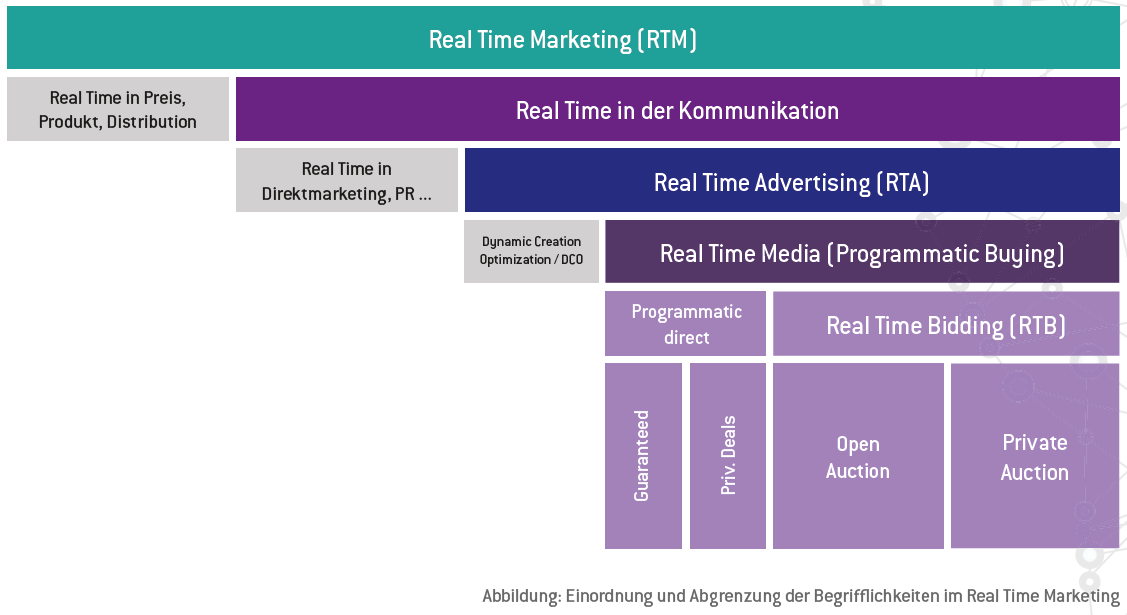
Abgrenzung von Real Time Advertising und Real Time Bidding innerhalb des Real Time Marketings.

Real Time Advertising (RTA) steht für den Ein- und Verkauf von Werbebannern in Echtzeit.

## Definition
Beim Real Time Advertising wird für jede einzelne Ad Impression durch ein Auktionsverfahren über den sogenannten Real Time Bidding (RTB)-Prozess ermittelt, welche Werbung ausgeliefert wird. Real Time Advertising beinhaltet als Überbegriff sowohl den Kreationsprozess (die individuelle Ausspielung von Bannern pro einzelne Ad Impression) als auch den Bietprozess (das Real Time Bidding im engeren Sinn: individuelle Gebote pro Ad Impression).  Real Time Advertising wird heute auch als Programmatic Advertising bezeichnet. Bei RTA steht nicht mehr das Umfeld (also die Webseite, auf der das Werbebanner ausgeliefert wird), sondern der individuelle Nutzer im Vordergrund. Mittels RTA wird zu jeder einzelnen angebotenen Ad Impression ein dazugehörendes Nutzerprofil mitgeliefert, so dass der Werbetreibende auf dieses Nutzerprofil bieten kann.

## Marktgröße
In Deutschland machte RTA laut IDC in 2012 ca. 8 % des Online-Display-Marktes aus, was ca. 168 Mio. US$ entspricht. In den USA war der RTA-Anteil in 2012 mit ca. 15 % und 2,2 Mrd. US$ wesentlich weiter entwickelt. 2013 übersteigt das durchschnittliche, pro Monat weltweit buchbare Inventar bereits 1 Billion AdImpressions. Ein Großteil davon ist in den USA verfügbar (300 Mrd.), rund 48 Mrd. bzw. rund 5 % davon entfallen auf Deutschland. Bis 2016 prognostiziert IDC für Deutschland jährliche Wachstumsraten von über 60 Prozent, so dass der Markt auf knapp 700 Mio. US$ wächst.
Laut Internet Advertising Bureau / IAB liegt im Jahr 2016 der Anteil in Europa per Real Time Advertising eingekaufter Flächen erstmals über der 50 % Marke (50,1 %). Der Bundesverband für Digitale Wirtschaft / BVDW schätzt den Anteil von Real Time Advertising 2017 in Deutschland auf 45 % vom Gesamtdisplayvolumen. Emarketer prognostiziert für das Jahr 2018 in Deutschland einen RTA bzw. Programmatic Advertising Marktanteil von rund 65 % an einem Gesamtvolumen von 1,395 Mrd. Euro Display Ad Spendings.

## Akteure
Auf Nachfrage-Seite stehen die Werbekunden, die (meist über ihre Mediaagenturen) mittels einer Demand Side Plattform (DSP) Werbeplätze einkaufen.
Auf Angebots-Seite stehen die Publisher- bzw. Webseiten, die mittels Supply Side Plattformen (SSP) ihr Inventar anbieten.
Darüber hinaus ermöglichen Data Management Plattformen (DMP) die Anreicherung des angebotenen Inventars mit weiteren Daten zum Nutzerprofil, zum Werbeumfeld usw.
Man unterscheidet Technologieinhaber (self service) und Nutzer (managed service). Deutsche Technologieinhaber sind aktuell (Nov. 2014) revenue cloud und AdAnt Media. Self-service-Anbieter aus den USA sind Appnexus, Turn, Dataxu, DoubleClick, MediaMath.